# Petr Pulcer
Petr Pulcer (* 12. Januar 1985 in Karviná, Tschechoslowakei) ist ein ehemaliger tschechischer Naturbahnrodler. Er fuhr zunächst nur im Einsitzer und startete in den letzten zwei Jahren seiner Karriere zusammen mit Tomáš Papiorek auch im Doppelsitzer. Er nahm von 2000 bis 2004 an Weltcuprennen sowie an Welt- und Europameisterschaften teil.

## Karriere
Seinen ersten internationalen Auftritt hatte Petr Pulcer bei der Weltmeisterschaft 2000 in Olang, wo er unter 60 gewerteten Rodlern den 45. Platz erreichte. Eine Woche später nahm er an der Junioreneuropameisterschaft 2000 in Umhausen teil, wo er 33. unter 36 gewerteten Rodlern wurde. Am Ende des Winters gab er in Fénis sein Debüt im Weltcup, bei dem er allerdings nur 27. und Letzter wurde. Auch in der Saison 2000/01 startete Pulcer nur im letzten Weltcuprennen. Diesmal belegte er als 25. den vorletzten Platz. In der Saison 2001/02 nahm er bereits an den letzten zwei der sechs Weltcuprennen teil, bei denen er mit den Plätzen 32 und 33 bis zu fünf Rodler hinter sich ließ. Bei der Weltmeisterschaft 2001 in Stein an der Enns erzielte Pulcer unter 29 gewerteten Rodlern den 27. Platz und bei der Junioreneuropameisterschaft in Tiers unter 32 Rodlern ebenfalls den 27. Platz. Im nächsten Jahr erzielte er bei der Europameisterschaft 2002 in Frantschach-Sankt Gertraud den 35. Platz unter 42 gewerteten Rodlern und bei der Juniorenweltmeisterschaft in Gsies den 30. Rang unter 35 Startern.
In den Saisonen 2002/03 und 2003/04 nahm Pulcer an jeweils drei der sechs Weltcuprennen im Einsitzer teil und startete zusammen mit Tomáš Papiorek bei insgesamt vier Weltcuprennen im Doppelsitzer. Im Einsitzer erzielte er weiterhin nur Platzierungen im Schlussfeld, doch in der Saison 2002/03 erreichte er immerhin den 34. Platz im Gesamtweltcup unter insgesamt 55 Rodlern, die in diesem Winter Weltcuppunkte gewannen. Auch im Doppelsitzer konnte er keine besseren Resultate erzielen. Mit einem neunten, zwei zehnten und einem elften Platz war das Duo Pulcer/Papiorek immer unter den letzten drei zu finden. Bei der Weltmeisterschaft 2003 in Železniki fuhr Papiorek unter 48 gewerteten Rodlern auf den 40. Platz; an der Europameisterschaft 2004 nahm er – ebenso wie Tomáš Papiorek – nicht teil. Nach der Saison 2003/04 beendeten sowohl Petr Pulcer als auch Tomáš Papiorek ihre Karrieren.

## Erfolge

### Weltmeisterschaften
- Olang 2000: 45. Einsitzer
- Stein an der Enns 2001: 27. Einsitzer
- Železniki 2003: 40. Einsitzer

### Europameisterschaften
- Frantschach 2002: 35. Einsitzer

### Juniorenweltmeisterschaften
- Gsies 2002: 30. Einsitzer

### Junioreneuropameisterschaften
- Umhausen 2000: 33. Einsitzer
- Tiers 2001: 27. Einsitzer

### Weltcup
- 2 Top-25-Platzierungen im Einsitzer
- 1 Top-10-Platzierung im Doppelsitzer